# Celestynów (powiat zgierski)
Celestynów – wieś w Polsce położona w województwie łódzkim, w powiecie zgierskim, w gminie Ozorków.
W latach 1975–1998 miejscowość należała administracyjnie do ówczesnego województwa łódzkiego.